# Collema subparvum
Collema subparvum är en lavart som beskrevs av Degel. Collema subparvum ingår i släktet Collema och familjen Collemataceae.   Inga underarter finns listade i Catalogue of Life.